# Aspilota tuberula
Aspilota tuberula är en stekelart som beskrevs av Papp 2008. Aspilota tuberula ingår i släktet Aspilota och familjen bracksteklar. Inga underarter finns listade.